# Doyon de Moundou

Doyon est un quartier de la ville de Moundou au sud Ouest du Tchad. Ce quartier se trouve à l'est de la ville de Moundou. Le nom provient d'un petit village situé au bord du Fleuve Logone qui de part et d'autre ont deux petits lacs : Ta-YEH et Lac Woye.
C'est le quartier industriel de la ville de Moundou. Communément appelé quartier CotonTchad (du nom de l'usine d'égrenage de coton).

## Historique
Doyon est un nom provenant de la langue Ngambaye signifiant « zone d'habitation des termitières ». Ce village de cultivateurs et de pêcheurs date du XIXe siècle. 
Doyon a accueilli la première usine d'égrenage du Tchad du nom de CotonFran dans les années 1920. Cette appellation a changé en CotonTchad en 1972.
N'Djékaimian est le chef de quartier Doyon les années 1960 à 1980, ensuite Mobouayom lui succède jusqu'aux années 1990. Mbailao Mobouayom est l'actuel chef de quartier. Le quartier a évolué et est devenu un arrondissement de la ville de Moundou.

## Habitants
Les populations d'origine sont des ngambayes. Ensuite est venue une vague des Mboums, Pana et gongais émigrés de l’extrême sud du Tchad pour travailler à la CotonFran. Les Bayas, Soumans et Mboums centrafricains sont arrivés aussi les années 1940 et 1950. 
Le quartier est maintenant habités par beaucoup de ressortissants du Tchad, Centrafrique (RCA), Cameroun, Nigéria etc.

## Infrastructures
- CotonFran est la première Usine d'égrenage de coton rebaptisée en CotonTchad en 1972. On compte actuellement Deux Usines Cotontchad à Moundou (Moundou I et Moundou II);
- Les Brasseries du Logone sont installées en 1965 (produit de la bière GALA), aujourd'hui appelées Brasseries du Tchad ;
- L'huilerie devenue Huilerie-Savonnerie de Moundou est une usine de raffinage d'huile d'arachide et de coton et de fabrication du savon, c'est une annexe de la CotonTchad ;
- La MCT (Manufacture des cigarettes du Tchad) située à Dombao à proximité de Doyon ;
- Petrodis, un dépotage des carburants ;
- Un centre Émetteur de la Radio ONRTV (radio nationale) et Radio France internationale (RFI) ;
- École Normale des Instituteurs créée en 1975 ;
- Un centre de santé Régional (Secteur 3 devenu Préfecture sanitaire) ;
- Un Évêché (diocèse de Moundou) ;
- Un pont sur le Logone.